# 霧雨が降る森
『霧雨が降る森』（きりさめがふるもり）は、星屑KRNKRNの真田まことによって制作され2013年10月11日にフリーウェアとして公開されたRPGツクールVX Ace製の探索型ホラーゲーム。ふりーむ!において公開されているダウンロードゲームであり、最新版は2014年7月31日公開のver.1.08となっている。2022年11月16日にはSteamにてリメイク版も発売された。

## 製作

### 背景
星屑KRNKRNは大学時代に演劇を学んでおり、様々な種類の表現が組み合わさる様子を面白いと感じていたものの、舞台監督の持つ「個性的な役者や裏方を率いる押しの強さ」を持っていないと感じて演劇をやめた。その一方、星屑KRNKRNは幼少時からゲームに親しんでおり、大学時代は友人に教えてもらったフリーゲームに親しんでいた。
大学卒業後、星屑KRNKRNは動画サイトで『青鬼』を知り、「一人でも作ることのできるフリーゲームなら、演劇のような表現ができるかもしれない。しかも、ゲームは自分で操作して体験できる」という面白さに気づき、フリーゲームの製作を決めた。

### 開発
本作の開発にはRPGツクールVX Aceが用いられたが、この時点での星屑KRNKRNはRPGツクールの操作を十分に理解しないまま作っていたため、開発開始から半年の時点で冒頭の図書館の場面が出来上がったところだった。
その後、星屑KRNKRNは本作の開発を一度休止し、その間に次回作である『殺戮の天使』の構想を行った。
一方で、パソコンのデスクトップには本作のファイルが残されており、開発休止から1年ほどしてから再びソフトを起動したことがきっかけで、星屑KRNKRNは佐久間が動く様子を目の当たりにし、彼らの物語を完成させなくてはならないという思いのもと、本作の開発を再開した。

## あらすじ
神崎シオリは大学生であり、誕生日の日に事故で両親を亡くした。
ある日、遺品整理をしていた彼女は両親の部屋から「阿座河村（あざかわむら）」と書かれた1枚の写真を見つけた。その写真には、両親と幼少時の自分と見たこともない祖父の姿が映っていた。
「阿座河村」が両親の故郷ではないかと考えたシオリはその村へと向かった。

## 登場人物
声の記述は、ドラマCD版 / 朗読劇版の順である。
神崎 シオリ（かんざき シオリ）
声 - 生天目仁美 / 久保田未夢、瀬戸麻沙美
プレーヤーキャラクター。19歳。都会育ちの大学生。幼少時は男子を打ち負かすほどのおてんばな性格だった。誕生日に両親を事故で亡くしている。
須賀 孝太郎（すが こうたろう）
声 - 浅沼晋太郎 / 濱野大輝
阿座河村の資料館の管理人であり、19歳。しゃべることができないため、筆談でコミュニケーションをとる。元々大人しい性格で、足が瞬間移動並みに速い。長身痩躯。
佐久間 美夜子（さくま みやこ）
声 - 日高里菜 / 小原好美
阿座河村の住民である14歳の少女。中学生。感情を表に出すものの、他人とは距離を置く傾向にあった。霊感が強い。
望月 洋介（もちづき ようすけ）
声 - 伊藤健太郎 / 赤羽根健治
阿座河村の巡査で20代後半。赴任してきたばかりで、昔の阿座河村のことはよく知らない。お人好し。

## リメイク版
2022年11月16日、Steamにて新たな登場人物や追加のシナリオを含むフルリメイク版が発売された。開発および発売元は『ゲームマガジン』を展開する株式会社バカー。

## メディア

### 漫画
『月刊コミックジーン』に連載された名束くだんの作品。いずれもKADOKAWAから刊行（全4巻）。中国語訳版は東立出版社より3巻まで刊行。
- 『霧雨が降る森 1』2014年6月27日発売。ISBN 978-4-04-066803-1
- 『霧雨が降る森 2』2014年11月27日発売。ISBN 978-4-04-067207-6
- 『霧雨が降る森 3』2015年5月27日発売。ISBN 978-4-04-067528-2
- 『霧雨が降る森 4』2015年11月27日発売。ISBN 978-4-04-067848-1

### 小説
著者は朽葉つむぎであり、イラストは廻田武が担当。いずれもKADOKAWAから刊行。
- 『霧雨が降る森 上』2014年9月29日発売。ISBN 978-4-04-729866-8
- 『霧雨が降る森 下』2015年4月30日発売。ISBN 978-4-04-730201-3
- 『霧雨が降る森 End Over End』2015年11月30日発売。ISBN 978-4-04-730823-7 - 本編よりも後の出来事を描いた作品。

### その他
- 『霧雨が降る森 ドラマCD 一粒目の雨』2014年9月24日発売（フロンティアワークス）。サイドストーリーにあたる作品。
- 『霧雨が降る森 解体新書』2015年3月31日発売（カドカワエンタメムック）。ISBN 978-4-04-730375-1
- 朗読劇『霧雨が降る森』（2022年12月10日・11日、ところざわサクラタウン）[3][4] - 昼公演はシオリ視点、夜公演は須賀視点の物語を展開した。

## 関連リンク
- 殺戮の天使 - 同作者による次回作